# سردر اشرف
سردر اشرف مربوط به دوره قاجار است و در سنندج، محله قله چهارلان واقع شده و این اثر در تاریخ ۱۶ آبان ۱۳۷۹ با شمارهٔ ثبت ۲۸۴۰ به‌عنوان یکی از آثار ملی ایران به ثبت رسیده است.